# Puente de la Margineda
El Puente de La Margineda (Pont de la Margineda, en catalán) es el puente medieval más grande de los que se conservan en el Principado de Andorra.
Se encuentra situado en el antiguo camino real que conduce a Andorra la Vieja, cerca de la localidad de San Julián de Loria, y salva el paso de las aguas del río Valira. Tiene un único arco de albardilla y nueve metros y medio de luz (anchura del arco).
Junto al puente se encuentra una escultura, obra del autor valenciano Vicenç Alfaro, conmemorativa del Primer Congreso de Lengua y Literatura Catalanas.
Este puente pertenece a La Margineda, pueblo dividido entre las parroquias de San Julián de Loria y Andorra la Vieja. Aquí se celebra una de las fiestas mayores más innovadoras del Principado de Andorra, que normalmente tiene lugar el tercer fin de semana de julio. Esta fiesta se conoce con el nombre de Barracas de La Margineda (en catalán, Barraques de La Margineda) o Festa major de la Margineda (en español, Fiesta Mayor de La Margineda).

## Galería

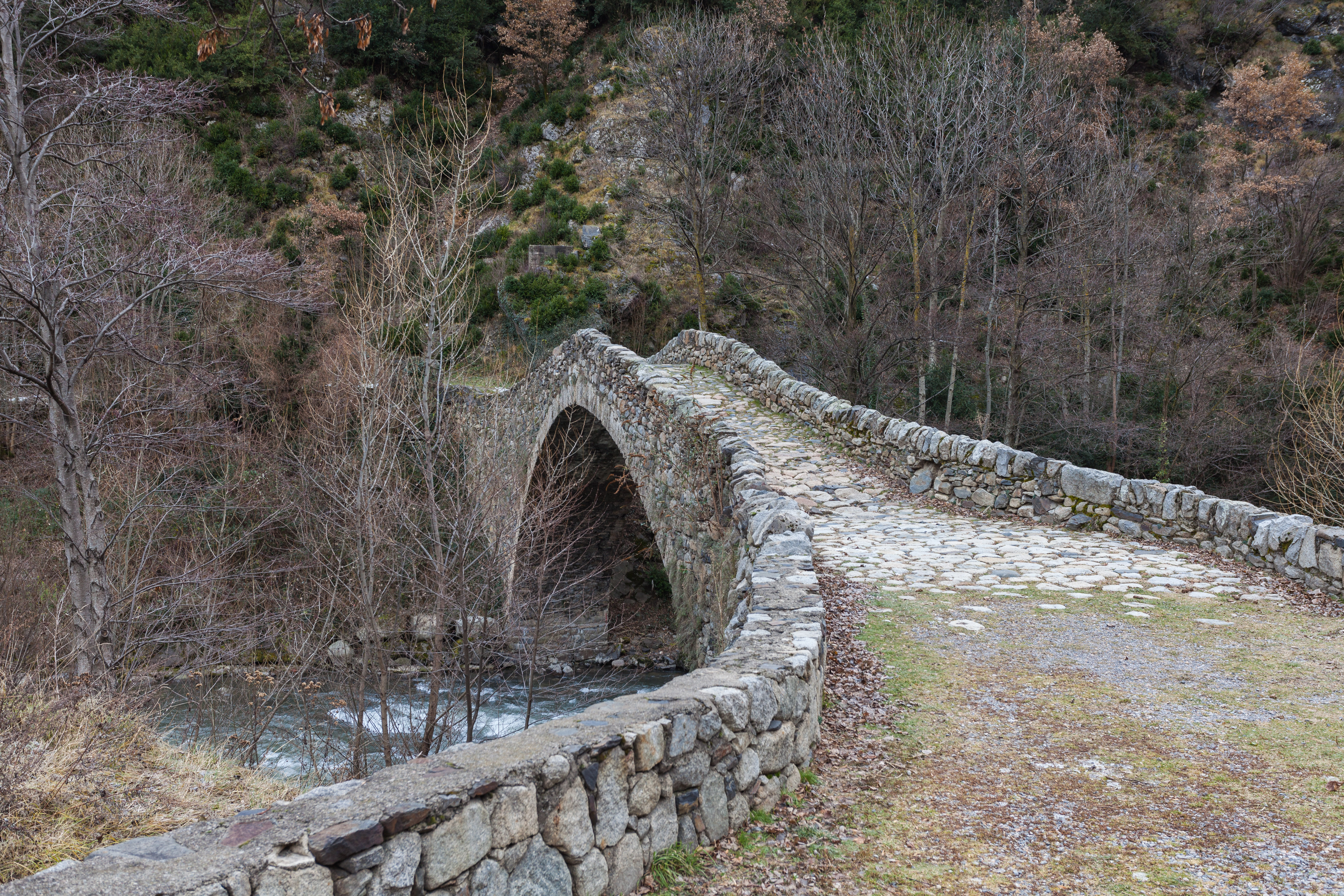
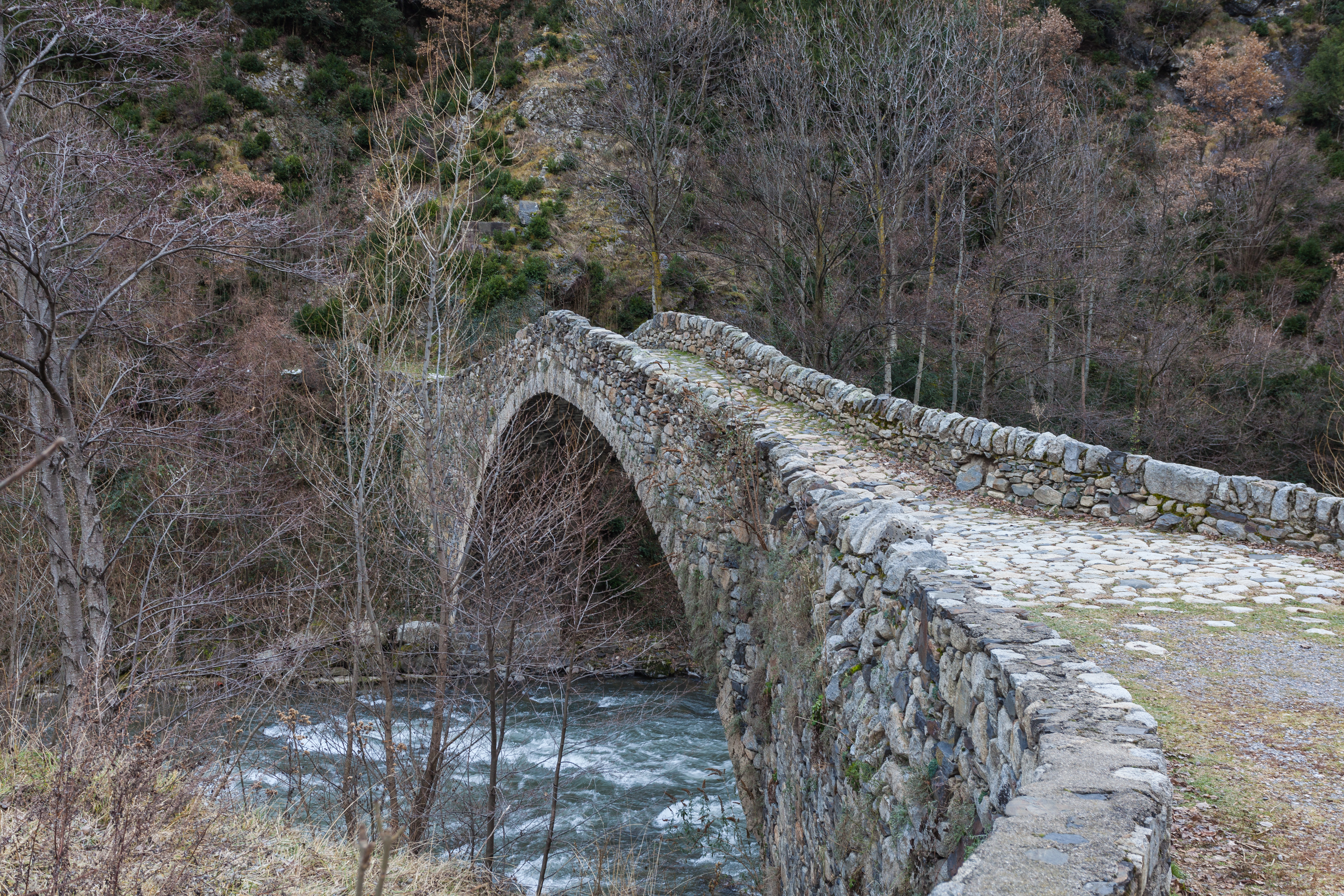
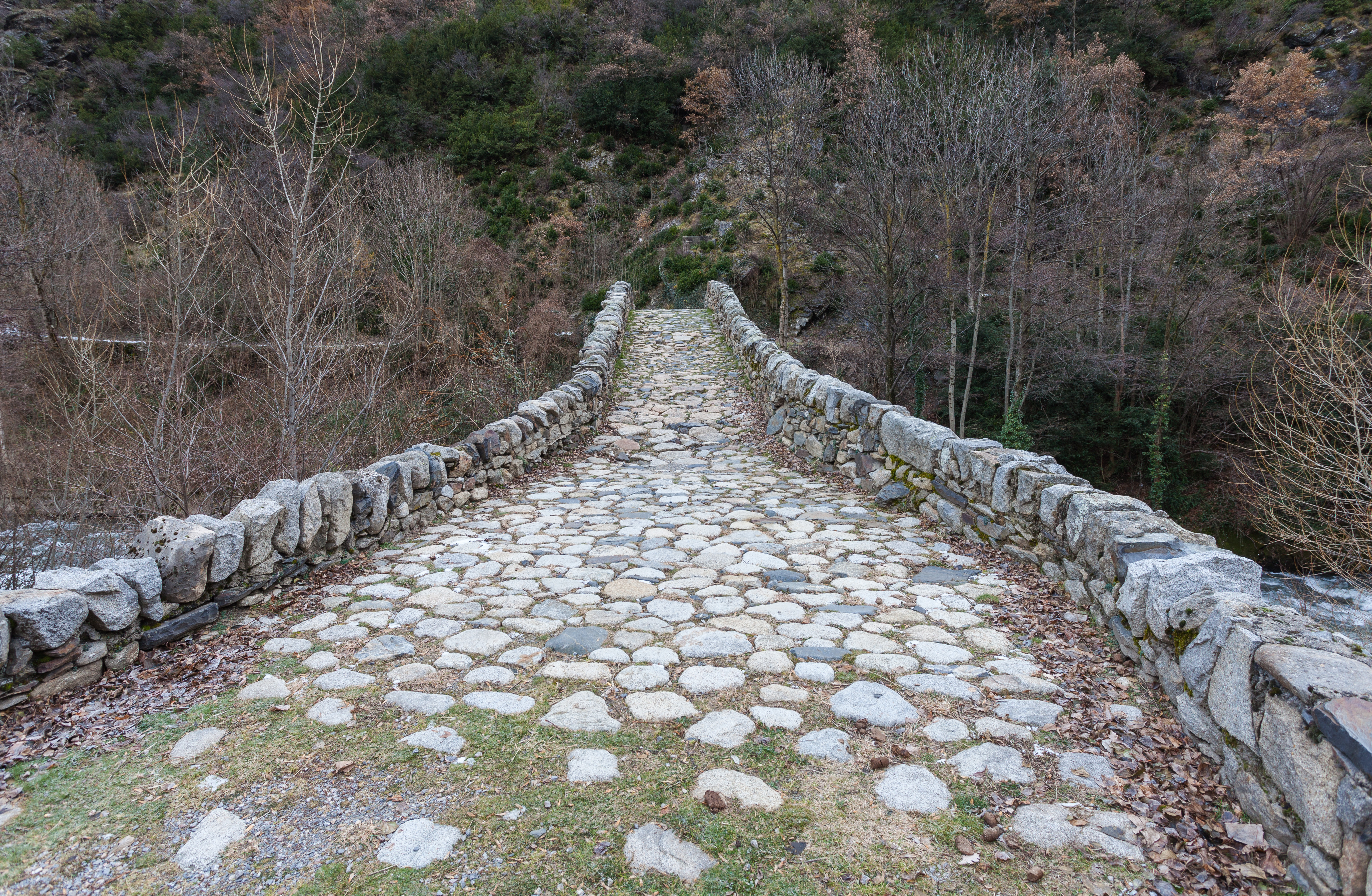
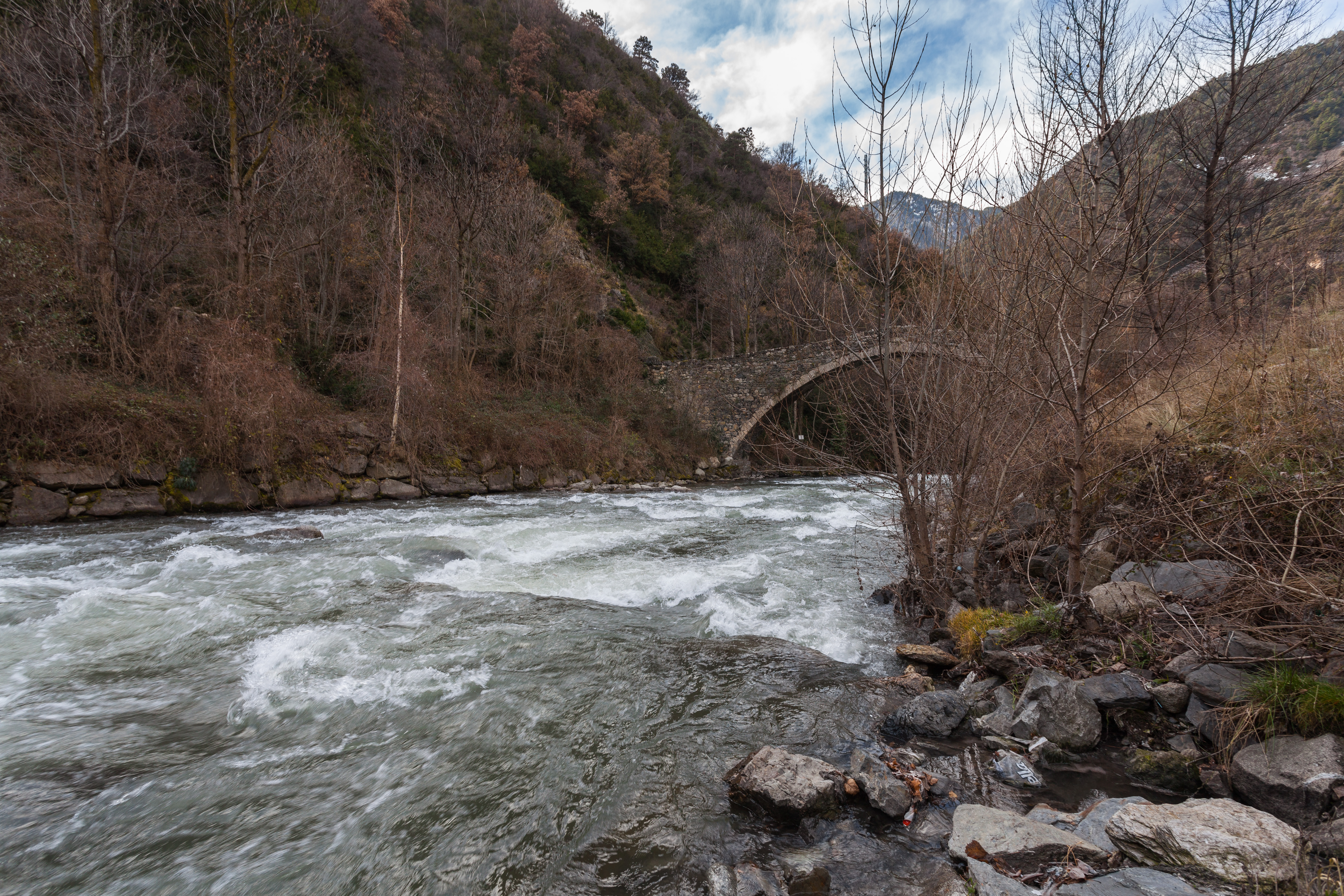
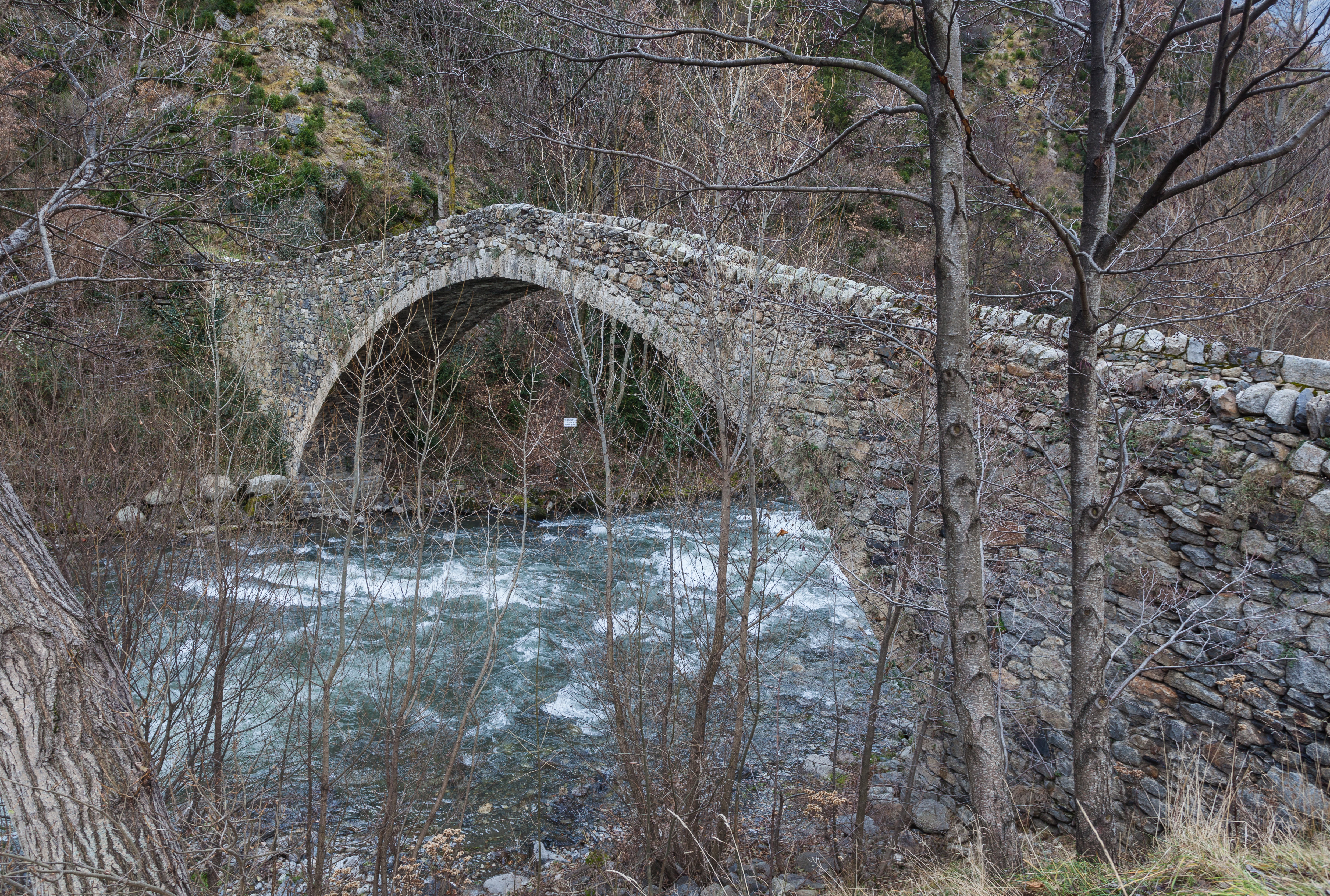
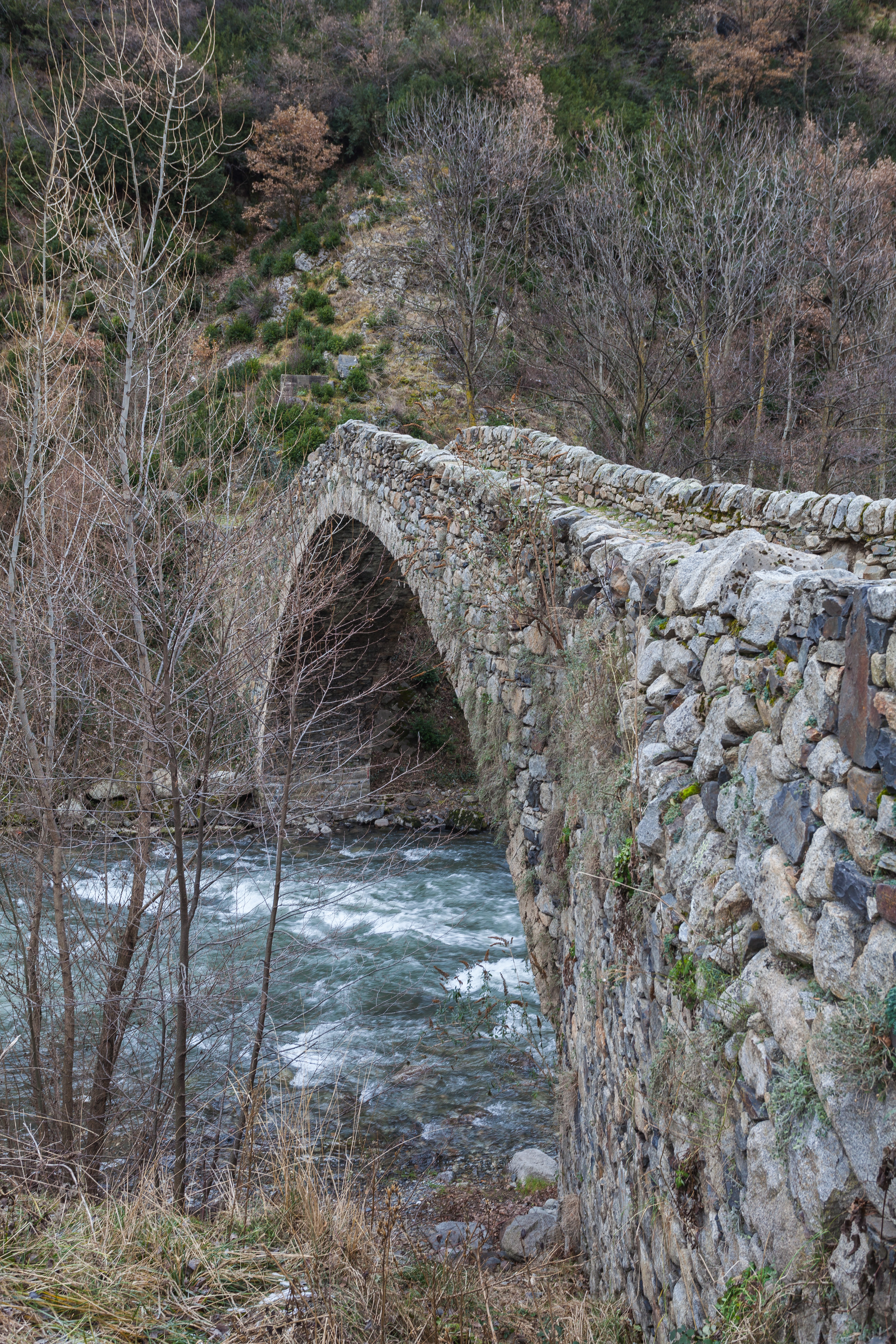
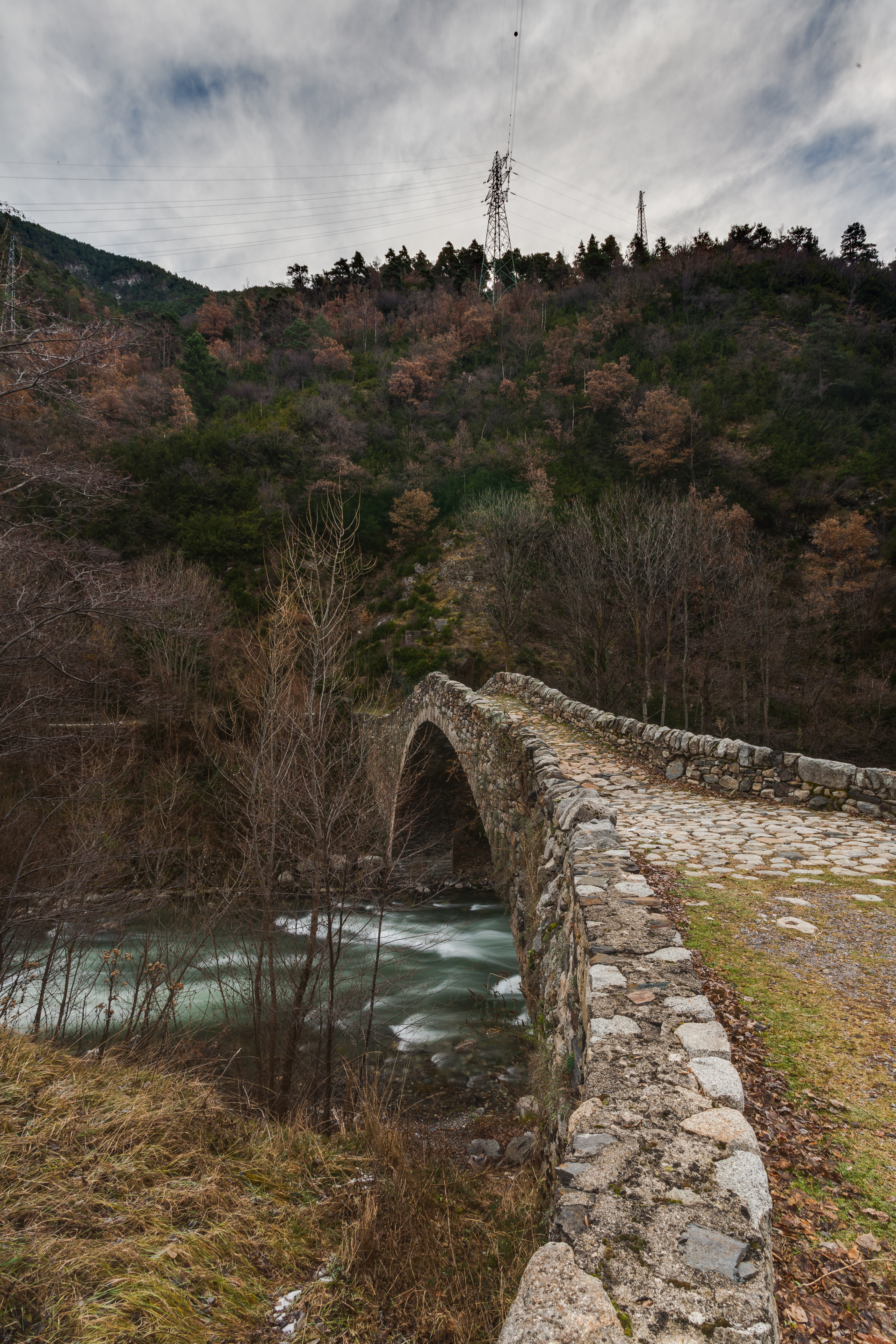
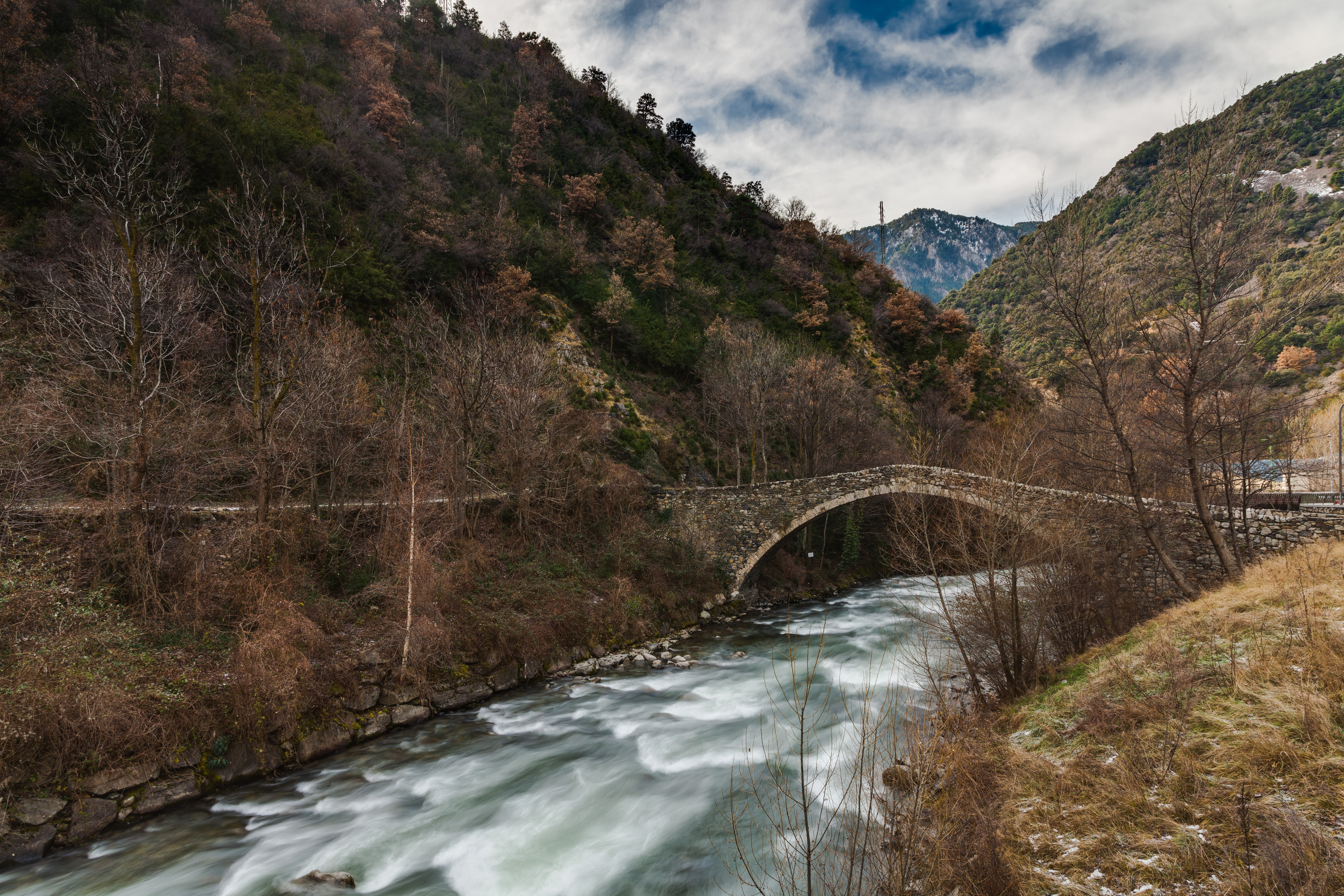